# Ohalo II
Ohalo II is een archeologische site van het proto-Kebarien op de zuidwestelijke oever van het Meer van Tiberias in Israël, 9 kilometer ten oostzuidoosten van Tiberias. De site dateert van het Laatpaleolithicum en Epipaleolithicum. Ze werd bewoond door visser-jager-verzamelaars, met aanwijzingen van het verwerken van wilde granen.
De site ligt meestal onder water, behalve tijdens periodes van extreme droogte. De site werd ontdekt in 1989 toen het waterniveau in het meer drastisch daalde. Opgravingen door de universiteit van Haifa vonden plaats van 1989 tot 1991 toen de site weer onder water kwam te staan. Tussen 1998 en 2001 werden de opgravingen hervat en bleek de site veel groter dan gedacht, meer dan 2000m2.
Doordat de site lang onder water heeft gestaan zijn organisch materiaal en microresten uitzonderlijk goed bewaard gebleven onder een laag slib, vergelijkbaar met Tybrind Vig in Denemarken. Er werden zes kreupelhouten hutten, een oven en maalstenen aangetroffen, wat op een neolithische nederzetting leek te wijzen. Onderzoek wees echter op een datering van 23.000 jaar BP, wat ruim voor het aanvaarde begin van het ontstaan van de landbouw lag. De ovale hutten waren tussen de 5 en 13m2 groot, gemaakt van eiken- en wilgentakken en bedekt met grassen, en konden mogelijk binnen enkele uren gebouwd worden. Tussen de hutten bevonden zich haarden en alle hutten waren verbrand. Verder bevonden zich er grote hoeveelheden planten- en dierenresten met stenen voorwerpen. Zo'n 150.000 plantenresten, veelal verkoold, werden teruggevonden, van meer dan 140 verschillende planten. Daartussen bevonden zich ongeveer 6.000 zaadjes van verschillende wilde graansoorten: gerst, haver en wilde emmer (Triticum dicoccoides). Ook lagen er vele vissengraten, vooral van karpers en tilapia. Ook watervogels, gazelles en andere dieren werden aangetroffen.
De hutten leken ook in gebruik als opslagplaats voor granen. De vondst van gemalen graan en vuursteenbewerking heeft een aantal archeologen tot een vermoeden gebracht van arbeidsverdeling tussen man en vrouw. Verder suggereert het malen van graan dat graanverwerking veel eerder tot ontwikkeling kwam dan gedacht, terwijl de opslag van grassen doet vermoeden dat dit was om dieren te voederen, zodat ook domesticatie al langer gaande kan zijn geweest. Zonder te stellen dat er al sprake was van landbouw, denken Snir et al dat de aanloop naar de neolithische leefwijze veel eerder dan gedacht kan zijn begonnen.